# Лавове плато

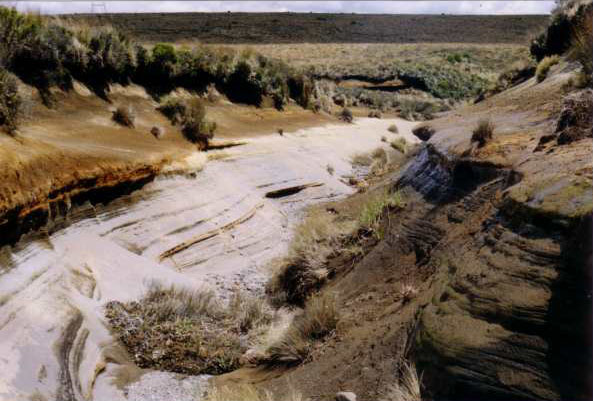
Вулканічне плато в Північній Ісландії

Лавове плато (рос. лавовое плато, англ. volcanic plateau, lava plateau; нім. vulkanische Aufschütterungsebene f, Lavafeld n) — велика підвищена рівнина, яка утворилася в результаті виливів на земну поверхню величезних мас лави, які заповнили нерівності попереднього рельєфу.
Приклади: Колумбійське плато Північної Америки, деякі базальтові плато Закавказзя, іґнімбритові плато в Новій Зеландії та ін.
Син. — вулканічне плато.